# Мыльная опера
Мыльная опера (англ. soap opera) — формат телесериала и радиосериала, смешанного мелодраматического и драматического жанра, который отличается отсутствием заранее спланированной законченной сюжетной линии и обычно очень большим количеством серий. Многие мыльные оперы снимаются и транслируются десятилетиями. Сценарий следующей серии зачастую пишется прямо по ходу съёмок предыдущей. Обычно мыльные оперы имеют клиффхэнгеры в финале каждой серии. Название «мыльная опера» произошло от того, что в ранних телесериалах размещалась реклама таких компаний-производителей мыла, как Procter & Gamble, Colgate-Palmolive и Lever Brothers. Первые мыльные оперы начали выходить на радио по будням в дневное время, когда у радиоприёмников были преимущественно домохозяйки, и таким образом реклама мыла была направлена конкретно на эту аудиторию.
В настоящее время самыми продолжительными и продолжающими производиться до сих пор мыльными операми являются запущенные еще в 1960-х годах британская: «Улица Коронации» и американская: «Главный госпиталь».

## Происхождение названия
Термин «мыльная опера» был придуман в американской прессе в 1930-х годах для обозначения чрезвычайно популярного жанра последовательных драматических программ на радио, количество которых к 1940 году равнялось 90 % от общего количества дневного коммерческого эфира. На телевидении первой мыльной оперой стал «Фарэуэй-Хилл», запущенный в 1946 году. В настоящее время термин применяется, в основном, для дневных телесериалов на американских каналах ABC, NBC и CBS, хотя во многих странах, таких, как Австралия, Великобритания, Германия и Россия, ежедневные мыльные оперы выходят не только днём, но и в прайм-тайм, иногда и по выходным, в таких случаях характерно меньшее общее количество серий, чем в дневных сериалах.

## Отличительные моменты
В отличие, например, от ситкомов, в которых каждый эпизод имеет в той или иной степени законченный сюжет, у сюжета эпизода мыльной оперы нет окончания, таким образом сюжет одного эпизода плавно перетекает в сюжет следующего. История, начатая в определённом эпизоде, почти никогда в нём не завершается. Чтобы заинтересовать телезрителя посмотреть следующий эпизод, концовка предыдущего часто характеризуется драматическим событием (так называемым «клиффхэ́нгером»), последствия которого раскрываются только в следующем эпизоде. Данный подход особенно выгоден владельцам платных каналов, так как для того, чтобы увеличить шансы сохранения аудитории, удобно оставить к концу месяца какой-нибудь особенно драматичный клиффхэнгер — тогда зрители, интересующиеся продолжением, с большей вероятностью заплатят за следующий месяц подписки на канал. Из-за большой частоты показа серий мыльной оперы (обычно пять раз в неделю), продюсерами обычно предписывается сценаристам сохранять медленный темп повествования — таким образом, сюжет будет понятен телезрителю, который пропустил несколько эпизодов, что тоже способствует поддержанию аудитории. Ещё одним признаком мыльной оперы является драматический и эмоциональный характер сюжета. Драматизм обычно вспыхивает и утихает в параллельно разворачивающихся сюжетах по очереди, не одновременно. Для выделения драматических моментов используются специальные приемы (крупный план, появление музыкального сопровождения и прочее). В связи с огромной продолжительностью сериала и изменениями в занятости актёров в других проектах, актёр мыльной оперы, играющий персонажа, может меняться, иногда не один раз. Также обращающим на себя внимание в мыльных операх моментом является возможность «воскрешения» погибшего персонажа в целях поднятия рейтинга сериала, если продюсеры посчитают, что аудитории не понравилась гибель любимого персонажа. Классический сюжетный прием в мыльных операх — это потеря персонажем памяти; это позволяет персонажу как бы пройти часть сюжета заново, но, возможно, с иной развязкой.

## США

### Дневные мыльные оперы
Первая мыльная опера, «Фарэуэй-Хилл», стартовала в 1946 году. Мыльные оперы стали одним из основных продуктов дневного телевидения в Соединенных Штатах в начале 1950-х годов благодаря своей уникальной на тот момент непрерывающейся истории повествования. В Соединенных Штатах термин «мыльная опера» никогда не был нейтральным, так как он представляет собой эстетическое и культурное несоответствие: события повседневной жизни возведены в оперную форму. Это часто приводило к тому, что многие зрители негативно относились к программам и их актёрам, и часто «мыло» ассоциировалось с некультурными и необразованными женщинами из рабочего класса или же домохозяйками с ограниченными умственными способностями и дурным вкусом.
К сезону 1951/1952 годов телеканалы в полной мере смогли привлечь аудиторию к просмотру дневных мыльных опер каждый будний день и CBS, перенесший мыло со своего радио, лидировал по количеству успешных программ. «В поисках завтрашнего дня», «Любовь к жизни» и «Направляющий свет», последняя из которых стала самой длительной мыльной оперой в истории и была первой перенесена с радио на телевидение, стали якорем для всего дневного программирования в США. В 1956 году канал ещё больше укрепил свои лидирующие позиции запустив «Как вращается мир», которая просуществовала до 2010 года, а также менее долговечную «На пороге ночи».
В шестидесятых каждый из каналов имел по несколько мыльных опер, что и стало причиной смерти жанра на радио, да и в целом значительным упадком американского радио. В 1963 году ABC запустил медицинскую драму «Главный госпиталь», которая стала первой попыткой выхода жанра за рамки романтики и включения рабочих аспектов и более образованных главных героев. Программа стала первой, которая смогла бороться на первенство с шоу CBS, доминировавшими десятилетием ранее. «Главный госпиталь» в настоящее время продолжает выходить на ABC и остается старейшей мыльной оперой на телевидении.
В 1966 году ABC запустил готическую хоррор-мыльную оперу «Мрачные тени», которая стала возмутительно необычной для телевидения в целом, так как главными героями в ней были вампиры, ведьмы, привидения, гоблины и ангелы. Спустя десятилетия «Порт Чарльз» (1997—2003), спин-офф «Главного госпиталя», также отошёл от стандарта и сделал акцент на сверхъестественных сюжетах и ужасах. ABC в целом выпускал инновационные шоу в тот период и первым из крупных сетей позволил женщине-сценаристу и продюсеру Агнес Никсон стоять у руля сразу двух шоу: «Все мои дети» и «Одна жизнь, чтобы жить», которые оказались также одними из наиболее продолжительных программ на телевидении. «Все мои дети» прославился благодаря своей главной героине Эрике Кейн, которая стала иконой стиля и поведения для женщин, а «Одна жизнь, чтобы жить» и вовсе не боялся показывать реальные социальные проблемы.

#### Спад популярности
Значительный спад успеха дневных мыльных опер обозначился в конце 90-х – начале 2000-х годов. Последняя новая мыльная опера «Страсти» была выпущена в 1999 году, в то время как многие долгожители были закрыты из-за низких рейтингов. «Молодые и дерзкие» в настоящее время является самой рейтинговой мыльной оперой, но и она собирает менее пяти миллионов зрителей за эпизод. Журналы о мыльных операх также либо закрылись, либо снизили тиражи, а канал SOAPnet был закрыт в 2012 году из-за отсутствия зрителей. В настоящее время[когда?] только четыре мыльных оперы продолжают своё существование: «Главный госпиталь», «Дни нашей жизни», «Молодые и дерзкие» и «Дерзкие и красивые». Столько в последний раз выходило в эфир в 1953 году (например, в 1970 году их было 19).
Основным фактором спада популярности дневных мыльных опер считается эмансипация и занятость на работе женщин, а также популярность реалити-шоу и ток-шоу, которые часто собирают более высокие рейтинги и в то же время стоимость их производства значительно ниже чем у мыльных опер.

#### Актёры
Из-за длительности дневных мыльных опер, ситуация, при которой роль одного персонажа могут играть последовательно несколько актёров стала заурядной. Так к примеру роль Джилл Фостер Эббот, ключевой героини шоу «Молодые и дерзкие» сыграли три разные актрисы, последняя из которых Джесс Уолтон.
Несколько актёров мыльных опер стали известны благодаря игре в одной роли десятилетиями. Рекорд по длительности работы в мыле принадлежит Хелен Вагнер, на протяжении 54 лет, вплоть до смерти игравшей Нэнси Хьюз в мыльной опере «Как вращается мир». Она умерла 1 мая 2010 года, в возрасте 91 года и сохранила за собой право называться актрисой, представляющей одного и того же персонажа на телевидении дольше всех в истории. Она играла роль Нэнси Хьюз с самого первого дня, 2 апреля 1956 года, когда шоу вышло в эфир. Она была занесена в Книгу рекордов Гиннеса за самое долгое исполнение одной актрисой роли на телевидении.
Самой известной звездой дневного эфира считается Сьюзан Луччи, которая играла Эрику Кейн в «Все мои дети». Персонаж считается культурной иконой в истории американского телевидения, а TV Guide, The New York Times и Los Angeles Times присвоили Луччи титул «Ведущей леди дневного телевидения». Ещё в 1991 году она стала самой высокооплачиваемой актрисой на телевидении с зарплатой более $ 1 млн в год. В 1996 году TV Guide поместил её на 37 место в списке «50 величайших телевизионных икон и истории».
Эрика Слезак играла Викторию Лорд в мыльной опере «Одна жизнь, чтобы жить» на протяжении сорока лет. Ей принадлежит абсолютный рекорд среди актрис дневного телевидения с шестью победами на Дневной премии «Эмми» в главной категории «Лучшая актриса в драматическом сериале». Джинн Купер тем временем с 1973 года снимается в роли Кэтрин Кастслер в «Молодые и дерзкие» и её героиня также считается одним из наиболее известных персонажей в истории жанра. Такие актёры как Винсент Ривера, Джени Фрэнсис, Мойра Уэст, Шарон Кейс, Иден Ригель и Лора Райт нашли успех благодаря одновременному исполнению ролей двух и более персонажей в мыльных операх.

### Прайм-тайм мыльные оперы
Самой успешной мыльной оперой в прайм-тайм считается «Даллас». Основным залогом успеха считается нестандартный главный герой-антагонист, Джей Ар Юинг, которого часто называют величайшим телевизионным злодеем всех времен. «Даллас» положил начало моде на телевизионные клиффхэнгеры, а его рекламный лозунг Who shot J. R.? привлёк к экранам рекордные 83 млн зрителей, то есть 76 % населения США. Дополнительную известность сериалу принёс возмутивший многих зрителей девятый сезон — «Сезон-сон», действие которого разворачивалось в альтернативной вселенной, в мечтах одного из персонажей. На волне его успеха в восьмидесятые другие каналы выпускали аналогичные шоу: «Династия» с Джоан Коллинз, «Фламинго-роуд» с Морган Фэрчайлд, «Фэлкон Крест», а также спин-офф «Далласа» — «Тихая пристань» с Донной Миллз в роли главной злодейки.
Первой настоящей прайм-тайм мыльной оперой стало шоу канала ABC «Пейтон-Плейс» (1964—1969), отличавшееся низким бюджетом и большим успехом у молодой аудитории. В восьмидесятых, опять же под влиянием успеха «Далласа», сериалы «Блюз Хилл-стрит», «Сент-Элсвер» и «Кегни и Лейси» использовали основные моменты мыльной оперы для привлечения зрителя.
В девяностых мыльные оперы в лице «Беверли-Хиллз, 90210», «Мелроуз Плейс» и «Бухта Доусона» были ориентированы на более молодую аудиторию, а в середине двухтысячных, ABC вновь возродил успех жанра с шоу «Отчаянные домохозяйки», «Анатомия страсти», «Братья и сёстры», «Дурнушка», «Частная практика», «Месть», «Скандал» и «Нэшвилл», последний из которых отличается большим для телевидения бюджетом и музыкальной составляющей. Также можно отметить мыльные оперы производства Тайлера Перри «Имущие и неимущие» и «Если любить тебя неправильно», которые добились весомого успеха на кабельном канале OWN.
В 2012 году в эфир вышло продолжение «Далласа», которое оказалось весьма успешным в рейтингах. Премьера одноимённого проекта, в котором оказались задействованы ведущие актёры оригинального сериала (Ларри Хэгмэн, Линда Грей и Патрик Даффи), состоялась 13 июня 2012 года. Шоу было закрыто после трёх сезонов осенью 2014 года.
В 2015 году многие аналитики отметили, что непредсказуемый успех музыкальной мыльной оперы «Империя», послужил для полноправного возрождения жанра богатых прайм-тайм мыльных опер. Осенью 2015 года ABC выпустил «Кровь и нефть», проект, который критики сразу окрестили современным «Даллас». Ранее в 2015 году E! запустил мыльную оперу «Члены королевской семьи», где Дама Джоан Коллинз играет аналогичную своей Алексис из «Династии» роль. Между тем каналы ABC, NBC и Fox, все заказали разработки мыльных проектов для сезона 2016/17 годов, не сильно отличающихся друг от друга.

## Канада
По канадскому телевидению транслировали относительно немного мыльных опер, причем большинство канадских телеканалов транслировали импортированные из США или Великобритании. Мыльные оперы, транслировавшиеся по канадскому телевидению: «Семейные страсти» (совместного производства с Германией), одночасовая мыльная опера, что было типично для американских представителей жанра (все остальные были получасовыми), «Скарлетт Хилл», «Странный рай», «Метропия», «Поезд 48» и международного производства — «Иностранные дела». В отличие от американских или британских мыльных опер, самые рейтинговые из которых шли годы или десятилетия, канадские же транслировались всего несколько сезонов. Многие сериалы Канады были сняты только ради поддержания процентной доли произведённого в Канаде контента на телевидении из-за требующего этого закона.

### Прайм-тайм мыльные оперы
Известные мыльные оперы Канады, шедшие в прайм-тайм: «Дом гордости», «Райские водопады», «Любящие друзья и идеальные пары», «Город». Также сняли «Деграсси» — молодёжную драму, включающую в себя элементы мыльной оперы.